# Johann Georg Neidhardt
Johann Georg Neidhardt, född omkring 1680 i Bernstadt, Schlesien, död den 1 januari 1739 i Königsberg, var en tysk tonsättare och musikskriftställare.
Neidhardt var först teologie studerande. Han ägnade sig därefter åt tonkonsten samt utnämndes till hovkapellmästare vid slottskyrkan i Königsberg. Neidhardt komponerade kyrkomusik och utgav musikteoretiska verk. Han gjorde sig känd som förespråkare av liksvävande temperatur.